# Cedrela saltensis
Cedrela saltensis är en tvåhjärtbladig växtart som beskrevs av M.A.Zapater & del Castillo. Cedrela saltensis ingår i släktet Cedrela och familjen Meliaceae. Inga underarter finns listade i Catalogue of Life.